# Our Mirage
Our Mirage — немецкая пост-хардкор группа из города Марль, Северный Рейн-Вестфалия.

## История

### Создание в 2017 году, «Lifeline» и ранние туры (2018)
Создание группы в марте 2017 года ознаменовалось выходом дебютного сингла «Nightfall», набравшего более 200 000 прослушиваний за 2 недели. В течение года Our Mirage выпустили 4 сингла и достигли почти 3 миллионов прослушиваний. Группа отыграла много концертов в Германии и провела небольшой тур по Европе в ноябре 2017 года. В 2018 году группа подписала контракт с немецким лейблом Arising Empire и в августе выпустила свой дебютный альбом «Lifeline». В течение этого года Our Mirage провели несколько туров по Германии, а в даты выхода своего первого альбома они открывали день на фестивале Elbriot в Гамбурге, где сыграли вместе с Jamey Jasta, Killswitch Engage, Beartooth, Satyricon, Skindred, Suicidal Tendencies, и Arch Enemy, которые закрывали фестиваль. Они также присоединились к туру Breathe Atlantis по Центральной Европе вместе с хедлайнерами тура Imminence.

### «Unseen Relations» (2019)
В 2019 году Our Mirage выпустили свой второй альбом «Unseen Relations». В альбом вошли 11 синглов, в том числе трек «Falling», в котором принял участие Тайлер Смит из группы The Word Alive.

### «Eclipse» (2022)
В ноябре 2022 года вышел третий и главный альбом группы «Eclipse». Согласно некоторым источникам, альбом получил неоднозначные отзывы. В музыке и текстах каждой из песен с альбома присутствует скрытый дух агрессии, который придает группе их фирменное меланхоличное звучание. В музыке сочетается нежное гитарное брынчание и оглушитерльные риффы. Ряд песен, вошедших в Eclipse, были выпущены раньше, чем сам альбом.

### «Don’t» и туры
25 июня 2023 года Our Mirage выступили на фестивале Full Force в Ferropolis с другими группами, а хэдлайнером фестиваля стали Papa Roach. В июле 2023 Our Mirage выступили на фестивале Deichbrand в Вурстер-Нордзекюсте. В августе группа выступила на фестивале Summer Breeze Open Air в Динкельсбюле, хэдлайнерами которого были In Flames, Megadeth, Powerwolf и Trivium. В сентябре группа возглавила фестиваль Bookwood вместе с Judas Priest в Буххольце. В 2024 году Our Mirage с All Faces Down присоединились к Dead By April — The Affliction Europe Tour 2024, хэдлайнерами которого стали шведская группа Dead by April и австралийцы The Amity Affliction. В марте 2025 года группа выпустила свой первый мини-альбом «Don’t Talk» и опубликовала одноимённый клип с участием вокалиста Dead by April Кристофера Кристенсена в качестве приглашённого вокалиста.

## Музыкальный стиль
Our Mirage характеризуются захватывающей музыкой, дополненной эмоциональными текстами, способными задеть за живое. Их музыка состоит из огромного количества элементов, способных отозваться в слушателе, а также в музыку вложены собственные эмоции исполнителя. Группа преимущественно фокусируется на внутренних проблемах молодых людей, но их музыка не просто обращена к молодёжи, она очень интуитивно отражает проблемы из повседневной жизни. Фронтмэн Тимо Боннер использует чистые и экстрим-фрагменты вокала в творчестве группы. Одним из примеров эмоциональной наполненности их музыки является хит «Different Eyes» с альбома «Unseen Relations»: будучи мелодичной песней, относящейся к пост-хардкору, она может также понравиться людям, в меньшей мере интересующимся этим жанром. В альбоме 2022 года «Eclipse» группа продолжила сочетать взрывное и мелодичное звучание. Our Mirage всегда удается изыскивать креативные пути использования звука, например, приятный переход из «Black Hole» в «Through The Night» с лёгкими гитарными отголосками, а также отдаленный вокал, предвещающий приближающийся припев.

## Участники группы
- Тимо Боннер (нем. Timo Bonner) — вокал
- Штеффен «Штифф» Хирц (нем. Steffen 'Stiff' Hirz) — гитара
- Мануэль Мёбс (нем. Manuel Möbs) — бас-гитара, вокал
- Даниэль Мауз (нем. Daniel Maus) — ударные

## Дискография
Альбомы
- Lifeline (2018)[4]
- Unseen Relations (2019)[24]
- Eclipse (2022)[9]

Мини-альбомы
- Don’t Talk (2025)[19]

Синглы
- Nightfall (Piano) (2018)
- Calling You (2022)
- Nein (2023)
- Farewell (2024)
- Right Now (2024)
- Fractured (2024)

Клипы
| Название                                     | Ссылка | Год  |
| -------------------------------------------- | ------ | ---- |
| Lost                                         | [ 25 ] | 2018 |
| Nightfall (Фортепиано)                       | [ 26 ] | 2018 |
| Different Eyes                               | [ 27 ] | 2019 |
| After All                                    | [ 28 ] | 2019 |
| Unseen                                       | [ 29 ] | 2019 |
| Falling с участием Telle Smith               | [ 30 ] | 2020 |
| Transparent                                  | [ 31 ] | 2020 |
| Remedy                                       | [ 32 ] | 2020 |
| Through the Night                            | [ 33 ] | 2021 |
| Calling You                                  | [ 34 ] | 2022 |
| Summertown с участием BREAKDOWN BROS         | [ 35 ] | 2022 |
| Black Hole                                   | [ 36 ] | 2022 |
| Help Me Out                                  | [ 37 ] | 2022 |
| Eclipse                                      | [ 38 ] | 2022 |
| Farewell                                     | [ 39 ] | 2024 |
| Right Now                                    | [ 40 ] | 2024 |
| Fractured                                    | [ 41 ] | 2024 |
| Don’t Talk с участием Christopher Kristensen | [ 42 ] | 2025 |